# بورابای
بورابای (به قزاقی: Burabay) یک منطقهٔ مسکونی در قزاقستان است که در استان آق‌مولا واقع شده‌است. بورابای ۵٬۸۰۰ نفر جمعیت دارد و ۴۸۰ متر بالاتر از سطح دریا واقع شده‌است.